# 飾紋狗脂鯉
飾紋狗脂鯉為狗脂鯉屬的其中一種，為熱帶淡水魚，廣泛分布於非洲各淡水流域，體長可達105公分，棲息在溫暖、含氧量高的溪流及湖泊，成群活動，會做季節性洄游，屬肉食性，以魚類等為食，生活習性不明，可做為食用魚及觀賞魚，水族市面稱為黃金猛魚。
飾紋狗脂鯉於幼體時期，性格膽小且神經質，稍受驚嚇即於魚缸中四處亂竄，固常可見其口吻部分有碰撞傷，嚴重時會造成永久性傷害，影響欣賞價值。
在飼養上，飼主也應注意與飾紋狗脂鯉之混養對象，領域性較強與性格兇猛的魚種並不適合與飾紋狗脂鯉之幼體做混合飼養，以免造成不必要的傷害。

## 扩展阅读
維基物種上的相關：飾紋狗脂鯉